# Liane Rödel
Liane Rödel – nach Heirat Liane Knappe – (* 9. Juni 1935; † 31. Juli 2002 in Leipzig) war eine deutsche Tischtennisspielerin. Sie gehörte in den 1950er Jahren zu den besten Spielerinnen der DDR und gewann zehn nationale Titel.

## Nationale Erfolge
Rödel begann ihre Laufbahn bei der BSG Stahl LES Leipzig. 1954 wechselte sie zur BSG Einheit Ost Erfurt mit deren Damenmannschaft sie auf Anhieb 1954/55 DDR-Meister wurde. Später schloss sie sich dem SC Einheit Dresden an. Hier wurde sie unter dem Namen Knappe von 1959 bis 1961 dreimal in Folge DDR-Mannschaftsmeister. Eine weitere Station war der Verein GISAG Leipzig.
Bei den nationalen Individualmeisterschaften der DDR gewann Liane Rödel weitere sechs Titel. Von 1955 bis 1957 wurde sie dreimal in Folge Meisterin im Einzel. Im Doppel siegte sie 1956 und 1957 jeweils mit Ute Mittelstädt. Dazu kommt ein Titel im Mixed 1957 mit Lothar Pleuse. Das Endspiel erreichte sie 1953 im Doppel mit Astrid Horn und 1958 im Mixed mit Lothar Pleuse.
1953 wurde Rödel in der DDR-Rangliste auf Platz fünf geführt.

## Internationale Auftritte
Liane Rödel wurde für die Teilnahme an den Weltmeisterschaften 1953 und 1957 sowie an den Europameisterschaften 1958 und 1960 nominiert. Dabei schied sie jeweils frühzeitig aus.

## Privat
1958 heiratete Rödel Bodo Knappe, den Bruder des Tischtennisspielers Dieter Knappe, und trat danach unter dem Namen Liane Knappe auf. 2002 starb sie bei einem Verkehrsunfall.

## Turnierergebnisse
| Verband | Veranstaltung     | Jahr | Ort       | Land | Einzel    | Doppel    | Mixed     | Team |
| ------- | ----------------- | ---- | --------- | ---- | --------- | --------- | --------- | ---- |
| GER     | Weltmeisterschaft | 1957 | Stockholm | SWE  | letzte 64 | letzte 32 | letzte 32 | 14   |
| GER     | Weltmeisterschaft | 1953 | Bukarest  | ROU  | letzte 32 | letzte 32 | letzte 16 | 9    |